# Gabriel Mendes dos Santos
Gabriel Mendes dos Santos (São João Del Rei, início século XIX — 31 de maio de 1873) foi um magistrado, advogado e político brasileiro.
Foi deputado geral e senador do Império do Brasil, de 1851 a 1873.